# 多加达
多加达（Dogadda），是印度北阿坎德邦Garhwal县的一个城镇。总人口2690（2001年）。

## 人口
该地2001年总人口2690人，其中男性1455人，女性1235人；0—6岁人口354人，其中男201人，女153人；识字率78.29%，其中男性为81.65%，女性为74.33%。